# Liste der State-, U.S.- und Interstate-Highways in Wisconsin
Dies ist eine Aufstellung von State Routes (in Wisconsin State Trunk Highways genannt), U.S. Highways und Interstate Highways im US-amerikanischen Bundesstaat Wisconsin nach Nummern.

## State Routes
| - State Trunk Highway 11 - State Trunk Highway 13 - State Trunk Highway 14 - State Trunk Highway 15 - State Trunk Highway 16 - State Trunk Highway 19 - State Trunk Highway 20 - State Trunk Highway 21 - State Trunk Highway 22 - State Trunk Highway 23 - State Trunk Highway 24 - State Trunk Highway 25 - State Trunk Highway 26 - State Trunk Highway 27 - State Trunk Highway 28 - State Trunk Highway 29 - State Trunk Highway 30 - State Trunk Highway 31 - State Trunk Highway 32 - State Trunk Highway 33 - State Trunk Highway 34 - State Trunk Highway 35 - State Trunk Highway 36 - State Trunk Highway 37 - State Trunk Highway 38 - State Trunk Highway 39 - State Trunk Highway 40 - State Trunk Highway 42 - State Trunk Highway 44 - State Trunk Highway 46 - State Trunk Highway 48 - State Trunk Highway 49 - State Trunk Highway 50 - State Trunk Highway 52 - State Trunk Highway 54 - State Trunk Highway 55 - State Trunk Highway 56 - State Trunk Highway 67 - State Trunk Highway 58 - State Trunk Highway 59 - State Trunk Highway 60 - State Trunk Highway 64 - State Trunk Highway 65 - State Trunk Highway 66 - State Trunk Highway 67 - State Trunk Highway 68 - State Trunk Highway 69 - State Trunk Highway 70 - State Trunk Highway 71 - State Trunk Highway 72 - State Trunk Highway 73 | - State Trunk Highway 74 - State Trunk Highway 75 - State Trunk Highway 76 - State Trunk Highway 77 - State Trunk Highway 78 - State Trunk Highway 79 - State Trunk Highway 80 - State Trunk Highway 81 - State Trunk Highway 82 - State Trunk Highway 83 - State Trunk Highway 85 - State Trunk Highway 86 - State Trunk Highway 87 - State Trunk Highway 88 - State Trunk Highway 89 - State Trunk Highway 90 - State Trunk Highway 91 - State Trunk Highway 92 - State Trunk Highway 93 - State Trunk Highway 95 - State Trunk Highway 96 - State Trunk Highway 97 - State Trunk Highway 98 - State Trunk Highway 100 - State Trunk Highway 101 - State Trunk Highway 102 - State Trunk Highway 104 - State Trunk Highway 105 - State Trunk Highway 106 - State Trunk Highway 107 - State Trunk Highway 108 - State Trunk Highway 110 - State Trunk Highway 111 - State Trunk Highway 112 - State Trunk Highway 113 - State Trunk Highway 114 - State Trunk Highway 116 - State Trunk Highway 117 - State Trunk Highway 118 - State Trunk Highway 119 - State Trunk Highway 120 - State Trunk Highway 121 - State Trunk Highway 122 - State Trunk Highway 123 - State Trunk Highway 124 - State Trunk Highway 125 - State Trunk Highway 126 - State Trunk Highway 127 - State Trunk Highway 133 - State Trunk Highway 134 - State Trunk Highway 136 | - State Trunk Highway 137 - State Trunk Highway 138 - State Trunk Highway 139 - State Trunk Highway 140 - State Trunk Highway 141 - State Trunk Highway 142 - State Trunk Highway 144 - State Trunk Highway 145 - State Trunk Highway 146 - State Trunk Highway 147 - State Trunk Highway 152 - State Trunk Highway 153 - State Trunk Highway 154 - State Trunk Highway 155 - State Trunk Highway 156 - State Trunk Highway 157 - State Trunk Highway 158 - State Trunk Highway 159 - State Trunk Highway 160 - State Trunk Highway 161 - State Trunk Highway 162 - State Trunk Highway 164 - State Trunk Highway 165 - State Trunk Highway 167 - State Trunk Highway 169 - State Trunk Highway 170 - State Trunk Highway 171 - State Trunk Highway 172 - State Trunk Highway 175 - State Trunk Highway 178 - State Trunk Highway 179 - State Trunk Highway 180 - State Trunk Highway 181 - State Trunk Highway 182 - State Trunk Highway 186 - State Trunk Highway 187 - State Trunk Highway 188 - State Trunk Highway 190 - State Trunk Highway 191 - State Trunk Highway 193 - State Trunk Highway 213 - State Trunk Highway 241 - State Trunk Highway 243 - State Trunk Highway 253 - State Trunk Highway 310 - State Trunk Highway 312 - State Trunk Highway 341 - State Trunk Highway 441 - State Trunk Highway 794 |

### Außer Dienst gestellt
| - State Trunk Highway 10 - State Trunk Highway 12 - State Trunk Highway 17 - State Trunk Highway 18 - State Trunk Highway 41 - State Trunk Highway 43 - State Trunk Highway 45 - State Trunk Highway 47 - State Trunk Highway 51 - State Trunk Highway 53 - State Trunk Highway 61 - State Trunk Highway 62 - State Trunk Highway 63 - State Trunk Highway 84 | - State Trunk Highway 94 - State Trunk Highway 99 - State Trunk Highway 103 - State Trunk Highway 109 - State Trunk Highway 115 - State Trunk Highway 132 - State Trunk Highway 135 - State Trunk Highway 143 - State Trunk Highway 148 - State Trunk Highway 149 - State Trunk Highway 150 - State Trunk Highway 151 - State Trunk Highway 163 - State Trunk Highway 166 | - State Trunk Highway 168 - State Trunk Highway 173 - State Trunk Highway 174 - State Trunk Highway 176 - State Trunk Highway 177 - State Trunk Highway 183 - State Trunk Highway 184 - State Trunk Highway 185 - State Trunk Highway 189 - State Trunk Highway 192 - State Trunk Highway 194 - State Trunk Highway 199 - State Trunk Highway 351 |

## U.S. Highways

### Nord-Süd-Richtung
| - U.S. Highway 45 - U.S. Highway 51 - U.S. Highway 53 - U.S. Highway 61 | - U.S. Highway 63 - U.S. Highway 141 - U.S. Highway 151 |

### Ost-West-Richtung
| - U.S. Highway 2 - U.S. Highway 8 - U.S. Highway 10 | - U.S. Highway 12 - U.S. Highway 14 - U.S. Highway 18 |

## Interstate Highways

### Nord-Süd-Richtung
| - Interstate 39 - Interstate 41 (geplant) | - Interstate 43 - Interstate 535 |

### Ost-West-Richtung
| - Interstate 90 - Interstate 94 | - Interstate 794 - Interstate 894 |